# 尚内特里
尚内特里（法語：Champnétery，法語發音：[ʃɑ̃netʁi]）是法国新阿基坦大区上维埃纳省的一个市镇，属于利摩日区。

## 地理
尚内特里（45°49'55"N, 1°34'19"E）面积30.6 平方千米，位于法国新阿基坦大区上维埃纳省，该省份为法国中西部省份，北起顺时针与安德尔省、克勒兹省、科雷兹省、多爾多涅省、夏朗德省和维埃纳省接壤。
与尚内特里接壤的市镇（或旧市镇、城区）包括：穆瓦萨讷、欧里亚、比雅勒夫、谢苏、圣但尼代米尔、圣莱奥纳尔德诺布拉。

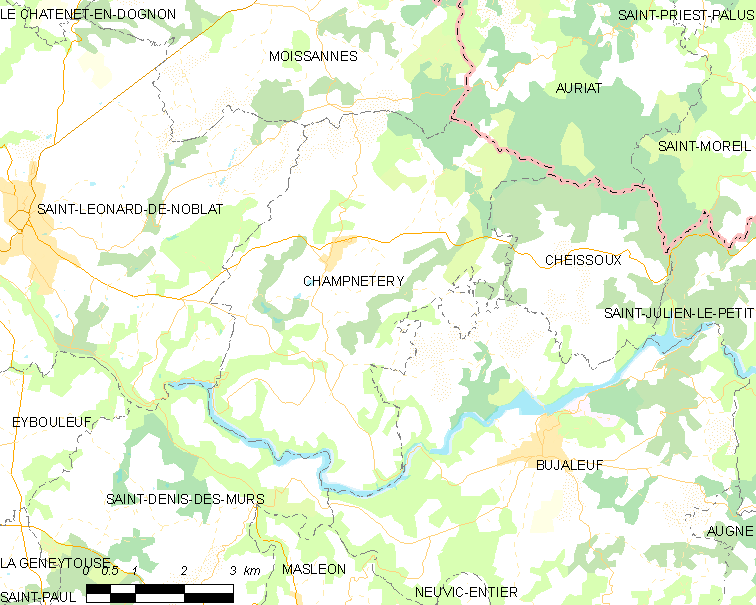
尚内特里的OSM定位图

尚内特里的时区为UTC+01:00、UTC+02:00（夏令时）。

## 行政
尚内特里的邮政编码为87400，INSEE市镇编码为87035。

## 政治
尚内特里所属的省级选区为圣莱奥纳尔-德诺布拉县。

## 人口

1962-2008年间尚内特里人口变化图示

尚内特里于2022年1月1日时的人口数量为517人。